# Polska na zawodach Pucharu Europy w Lekkoatletyce 1994
Polska na zawodach Pucharu Europy w Lekkoatletyce 1994 – wyniki reprezentacji Polski w 15. edycji Pucharu Europy w 1994.
Zarówno reprezentacja żeńska, jak i męska, wystąpiły w zawodach tzw. I ligi (II klasie rozgrywek), które odbyły się w dniach 11–12 czerwca 1994 w Walencji.

## Mężczyźni
Polska zajęła 2. miejsce wśród ośmiu drużyn, zdobywając 112,5 punktów i awansowała do tzw. superligi. Zwycięstwa pozbawiła ją dyskwalifikacja za doping Piotra Perżyły.
- 100 m: Marek Zalewski – 4 m. (10,49)
- 200 m: Robert Maćkowiak – 2 m. (21,14)
- 400 m: Tomasz Jędrusik – 3 m. (47,28)
- 800 m: Ryszard Ostrowski – 2 m. (1:51,13)
- 1500 m: Michał Bartoszak – 4 m. (3:41,78)
- 5000 m: Piotr Gładki – 6 m. (13:56,52)
- 10000 m: Sławomir Kąpiński – 2 m. (28:30,15)
- 110 m ppł: Ronald Mehlich – 2 m. (13,87)
- 400 m ppł: Piotr Kotlarski – 1 m. (50,36)
- 3000 m z przeszkodami: Rafał Wójcik – 4 m. (8:43,81)
- skok wzwyż: Jarosław Kotewicz – 1 m. (2,24)
- skok o tyczce: Bogusław Kopkowski – 5 m. (5.20)
- skok w dal: Dariusz Bontruk – 5 m. (7,64)
- trójskok: Krystian Ciemała – 6 m. (16,38, wiatr +3,0)
- pchnięcie kulą: Piotr Perżyło – zdyskwalifikowany za doping (pierwotnie 2 m. 18,85)
- rzut dyskiem: Marek Majkrzak – 6 m. (56,02)
- rzut młotem: Lech Kowalski – 4 m. (71,98)
- rzut oszczepem: Mirosław Witek – 2 m. (78,84)
- sztafeta 4 × 100 m: Tomasz Pokora, Robert Maćkowiak, Marek Zalewski, Marcin Krzywański – 2 m. (39,93)
- sztafeta 4 × 400 m: Piotr Rysiukiewicz, Tomasz Czubak, Piotr Kotlarski, Tomasz Jędrusik – 1 m. (3:06,52)

## Kobiety
Polska zajęła 1. miejsce wśród ośmiu drużyn, zdobywając 106 punktów i awansowała do tzw. superligi.
- 100 m: Izabela Czajko – 7 m. (11,62)
- 200 m: Monika Borejza – 6 m. (24,13)
- 400 m: Elżbieta Kilińska – 1 m. (52,98)
- 800 m: Małgorzata Rydz – 1 m. (2:00,40)
- 1500 m: Małgorzata Rydz – 2 m. (4:18,23)
- 3000 m: Anna Brzezińska – 1 m. (8:57,50)
- 10000 m: Małgorzata Sobańska – 7 m. (34:04,99)
- 100 m ppł: Urszula Włodarczyk – 3 m. (13,45)
- 400 m ppł: Sylwia Pachut – 1 m. (57,45)
- skok wzwyż: Katarzyna Majchrzak – 4 m. (1,90)
- skok w dal: Agata Karczmarek – 1 m. (6,89)
- trójskok: Urszula Włodarczyk – 2 m. (13,61, wiatr +3,4)
- pchnięcie kulą: Krystyna Danilczyk – 2 m. (18,29)
- rzut dyskiem: Renata Katewicz – 2 m. (60,78)
- rzut oszczepem: Genowefa Patla – 1 m. (61,60)
- sztafeta 4 × 100 m: Izabela Czajko, Sylwia Pachut, Monika Borejza, Dorota Brodowska – 4 m. (45,05)
- sztafeta 4 × 400 m: Barbara Grzywocz, Monika Warnicka, Sylwia Pachut, Elżbieta Kilińska – 2 m. (3:33,71)